# Disporella alboranensis
Disporella alboranensis är en mossdjursart som beskrevs av Alvarez 1992. Disporella alboranensis ingår i släktet Disporella och familjen Lichenoporidae. Inga underarter finns listade i Catalogue of Life.